# Vastitas Borealis
87°44′ пн. ш. 32°32′ сх. д. / 87.73° пн. ш. 32.53° сх. д.

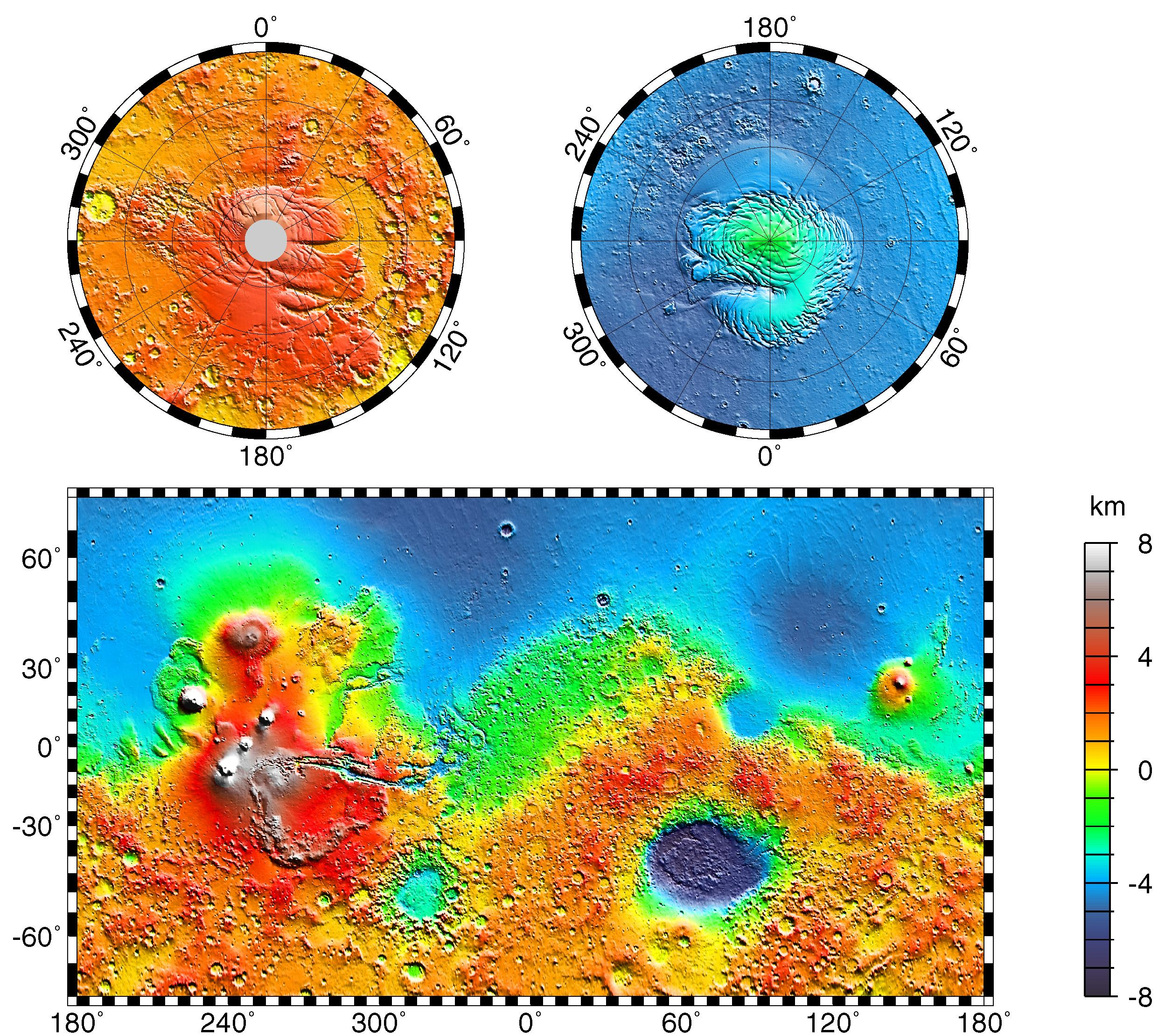
Vastitas Borealis є великою областю від'ємної висоти біля 70° півн.ш.

Vastitas Borealis або Велика Північна рівнина — найбільша низовина на планеті Марс. 

## Загальний опис
Розташована в північних широтах планети та оточує північний полярний регіон. Рівнина лежить на 4-5 км нижче середнього радіуса планети. На півночі лежить Planum Boreum.
Назву регіону дав Ежен Мішель Антоніаді, який зазначив різні показники альбедо північних рівнин в своїй книзі фр. La Planète Mars (1930). Назва була офіційно прийнято Міжнародним астрономічним союзом (МАС) в 1973 році.
На Великій Північній рівнині вирізняють два басейни: Північний полярний басейн та рівнину Утопія. Деякі вчені припустили, що колись в історії Марса рівнини були покриті океаном, і передбачувану берегову лінію провели уздовж їх південних меж. Сьогодні це злегка похилі рівнини, відмічені хребтами, невисокими пагорбами і рідкісними кратерами. Велика Північна рівнина помітно гладша, ніж аналогічна топографічна область на півдні планети.
В 2005 році супутник Mars Express Європейського космічного агентства виявив в кратері (координати 70.5 ° пвн.ш. та 103 ° сх. довготи) Великої Північної рівнини значну кількість водяного льоду. Діаметр кратера 35 км, його дно приблизно на два км нижче валу. Характер місцевості підходить для утворення стабільних відкладень льоду. Було встановлено, що, незважаючи на літній випаровування вуглекислого льоду в Північній півкулі, водяний лід можна вважати стабільним протягом усього року.
25 травня 2008 року (на початку марсіанського літа) в області Великої Північної рівнини, що неофіційно називається «Зелена долина», здійснив посадку зонд Фенікс (НАСА). Координати місця посадки
68°13′08″ пн. ш. 234°15′03″ сх. д. / 68.218830° пн. ш. 234.250778° сх. д..
Цей стаціонарний апарат збирав і досліджував проби ґрунту на предмет наявності води, а також з метою визначення, чи існували на планеті хоч колись умови, які підходять для розвитку життя. Фенікс виконав заплановану на 90 марсіанських діб програму і проводив наукові дослідження 157 марсіанських діб до 29 жовтня. Потім нестача енергії, викликана слабким сонячним освітленням в зимових умовах Марса, стало причиною припинення зв'язку, останні сигнали було отримано 2 листопада 2008.

## Поверхня

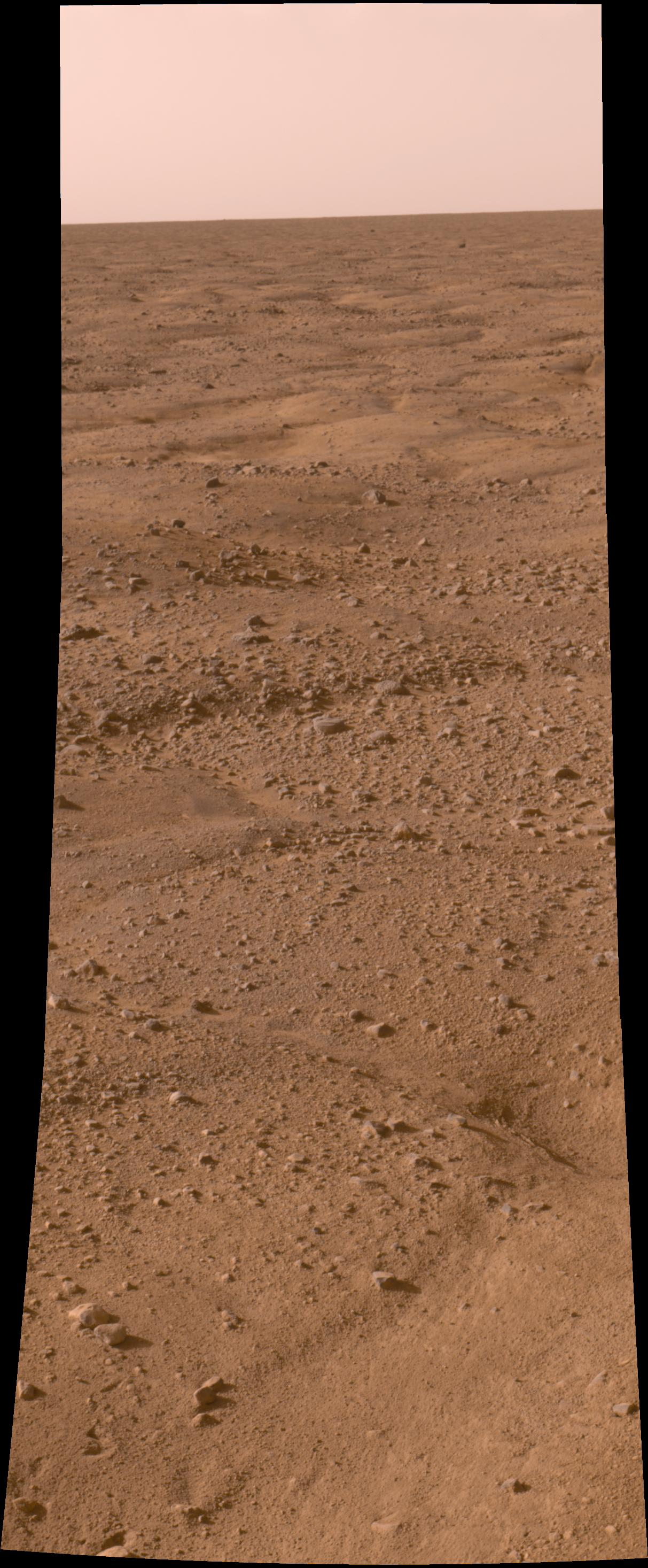
Поверхня Марса, видима Феніксом

На відміну від декількох місць, відвіданих апаратами Вікінг та Pathfinder, всі камені під станцією і біля місця посадки маленькі. Настільки, наскільки далеко може бачити камера, поверхня плоска, але «поділена» багатокутниками. Діаметр фігур — 2-3 метра, а розмежовані вони жолобами від 20 до 50 см завглибшки. Ці утворення обумовлені реакцією льоду в ґрунті на значні зміни температури.
Верхня частина ґрунту покрита кіркою. Дослідження під мікроскопом показало, що ґрунт складається з плоских (ймовірно, глини) і округлих частинок. При забиранні ґрунту вони злипалися. На відміну від спостережуваних іншими апаратами в інших частинах Марса дюн і брижів, ні брижів, ні дюн в районі посадки Фенікса не видно. Лід розташований декількома сантиметрами нижче поверхні в центрі багатокутників. По краю фігурних утворень ґрунту льоду не менше 20,48 см. Влітку під дією атмосфери Марса лід повільно зникає. Взимку випаровування осідають у вигляді скупчень снігу на поверхні.

### Хімічний склад поверхні
Згідно з результатами досліджень, опублікованими за результатами завершення місії Фенікс в журналі Science, в зразках виявлені хлорид, бікарбонат, магній, натрій, калій, кальцій і, можливо, сульфат. Кислотно/лужний баланс (pH) визначено як 7,7 +/- 0,5. Також виявлено сильний окислювач перхлорат (ClO  4 ). Наявність перхлорату стало дуже важливим відкриттям, так як це хімічна сполука має потенціал для використання в якості реактиву для ракетного палива, а також — як джерело кисню для майбутніх колоністів. При певних умовах перхлорат може пригнічувати існування життя, але деякі мікроорганізми отримують з цієї речовини енергію (анаеробним відновленням).

### Структура ґрунту
Велика частина поверхні Vastitas Borealis покрита ґрунтом з візерунками. Іноді поверхня має форму багатокутників. Великі плани структури ґрунту в формі багатокутників були надані космічним апаратом Фенікс. В інших місцях поверхня представлена пасмами невисоких природних насипів. Деякі вчені назвали знайдені утворення «відбитками пальців», так як безліч ліній виглядають як чийсь відбиток пальця. Подібний рельєф обох форм можна знайти в прильодовикових областях Землі, таких як Антарктика. Антарктичні багатокутники утворюються повторюваними розширеннями і стисненням суміші і ґрунту і льоду, що відбуваються під час сезонних змін температури. Коли сухий пісок падає в розломи, що виходять піщані «клини» підсилюють сезонний ефект. В результаті цього процесу утворюється мережа багатокутників «напруженої» фактури.

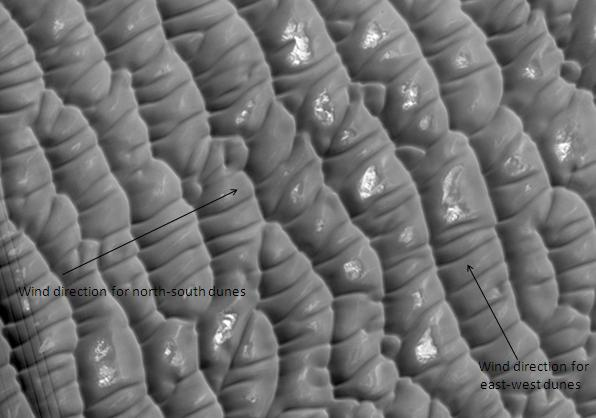
Дюни ісп. Olympia Planitia Dunes, видимі HiRISE. Гіпс був виявлений МРС тут[12].
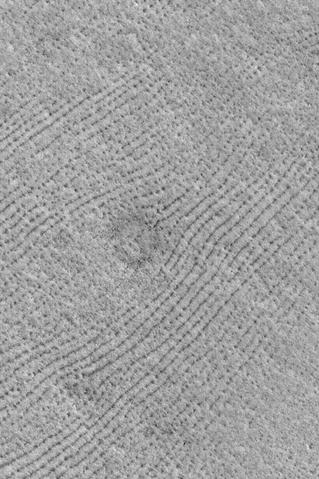
Візерунки на ґрунті, названі «відбитками пальців». Темні точки — невисокі природні насипи. По центру: кільце темних вулканів, розташованих по краю ударного кратеру. зображення з Mars Global Surveyor.